# Громово (Калининградская область)
Громово — посёлок в Славском районе Калининградской области. Входит в состав Большаковского сельского поселения.

## Население
| 2002 | 2010 |
| ---- | ---- |
| 436  | ↘423 |

## История
В 1938 году Лаукнен был переименован в Хохенбрух.
В 1946 году Хохенбрух был переименован в поселок Громово.